# Schwabgut

Luftaufnahme von 1969,"Teppichsiedlung" in der Mitte, links davon die Hochhäuser

Das Schwabgut ist ein Quartier der Stadt Bern. Es gehört zu den 2011 bernweit festgelegten 114 gebräuchlichen Quartieren und liegt im Stadtteil VI Bümpliz-Oberbottigen, dort im statistischen Bezirk Bümpliz.  Angrenzend sind die Bethlehemer Quartiere Tscharnergut, Blumenfeld, Untermatt, das Quartier Stöckacker sowie die Bümplizer Quartiere Bümpliz Dorf und Fellergut.
Im Jahr 2022 betrug die Wohnbevölkerung 1985 Personen, davon 1344 Schweizer und 641 Ausländer.

## Geschichte
Der Bau des aus Plattenbauten und Einfamilienhäusern bestehenden Quartiers begann kurz nach dem Ausbau des Tscharnerguts. Die erste Etappe wurde 1965 bis 1967 realisiert, die zweite Etappe folgte 1967 bis 1969 und umfasste auch die Schule. Damals war es selbstverständlich, dass auch hier Hochhäuser entstehen sollten. Bis 1969 entstand die bis dahin grösste und heterogenste Gesamtüberbauung in Bümpliz. Die zwei Wohnhochhäuser an der Schwabstrasse waren seinerzeit die höchsten in Bern und die höchsten Vollelementbauten der Schweiz. Die sogenannte Teppichsiedlung der Einfamilienhäuser hiess so, weil sie von oben betrachtet wie ein Teppichmuster aussieht. Ein 20-stöckiges Hochhaus mit 120 Wohnungen gehört der Eisenbahner-Baugenossenschaft EBG. Es wurde Ende der 1960er Jahre gebaut und 2008 saniert.

## Einrichtungen
Die Volksschule Schwabgut stammt aus den Jahren 1959 bis 1967 und umfasst ein Primarschulhaus (fünf Klassen und eine Tagesschule) und ein Sekundarschulhaus (14 Klassen) mit Aula sowie einen Turnhallentrakt. Eine Sanierung sollte 2021 beginnen.
Im Standort Domicil Schwabgut (als einem der grössten Alterszentren der Region) wird Pflege für Menschen, die aus gesundheitlichen Gründen auf Betreuung und Pflege angewiesen sind, angeboten. Die Unterbringung erfolgt in Einzelzimmern (Pflegezimmer, Ein- oder Zweizimmerwohnungen).

## Verkehr

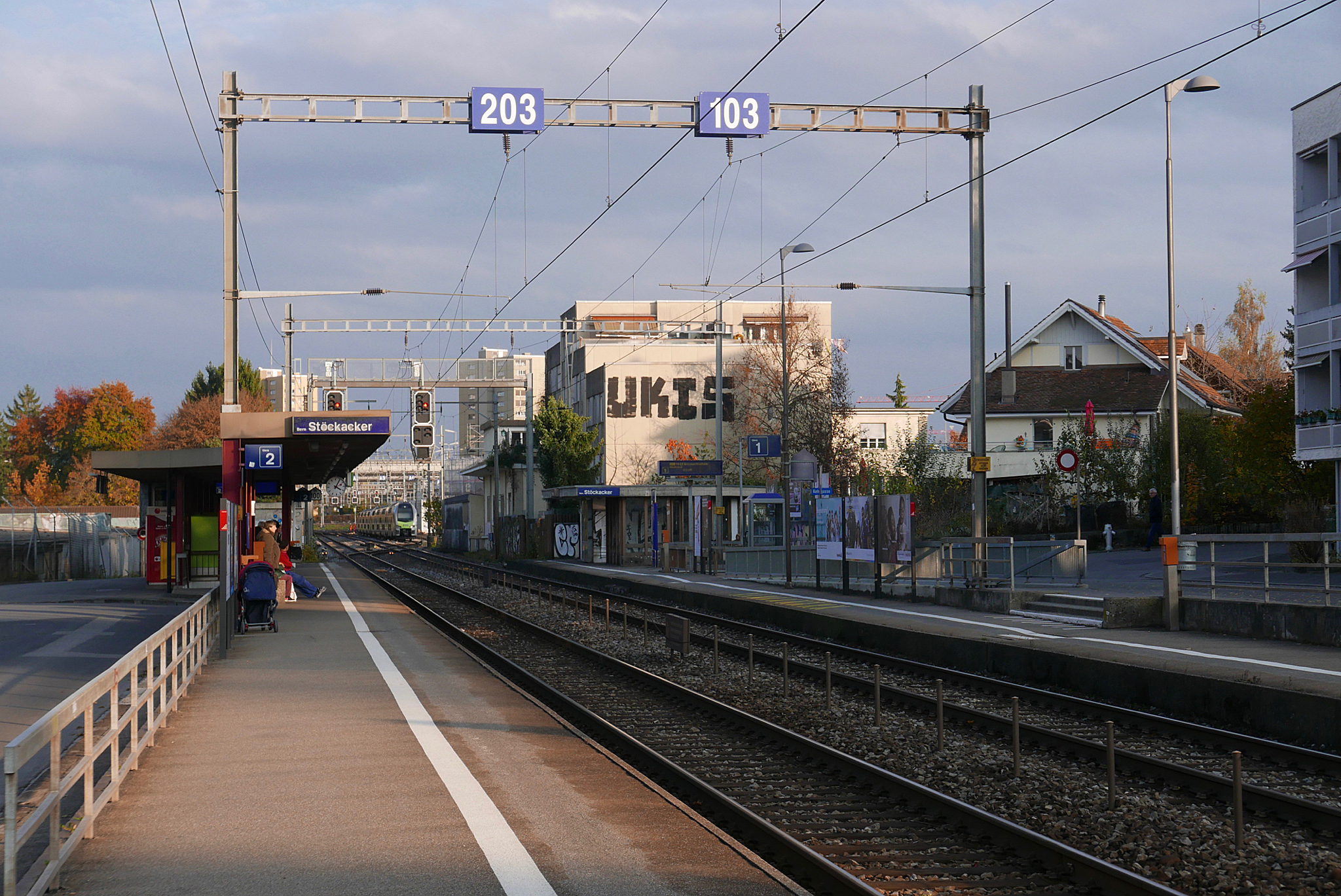
Bahnhof Stöckacker

Vom Bahnhof Stöckacker im Nordosten verkehren die S-Bahn-Linien S 5 und S 52 der BLS ab Kerzers sowie die S 51 ab Bern Brünnen Westside nach Bern Bahnhof. Die Strassenbahnlinie 8 (Brünnen Westside Bahnhof – Saali) verbindet mit dem Zentrum.